# Christina Zachrisson
A. Christina Zachrisson, född 1941 i Stockholm, är en svensk silversmed.
Zachrisson är autodidakt som  silversmed och har deltagit i jurybedömda utställningar på Kristianstad Länsmuseum, Hantverk-94 i Båstad och Konsthantverk i Värmland på Arvika Konsthall hon har medverkat i ett 20-tal utställningar i Sverige bland annat på Värmlands museum. För St. Olofs Byalag formgav hon St. Olofssmycket.